# محام حاف القدمين
 المحامي حافي القدمين  تعبير يستخدم لوصف الناشطين الحقوقيين في جمهورية الصين الشعبية الذين تلقوا تعليما ذاتيا في مجال القانون ولم ينخرطوا في دراسة هذا المجال نظاميا. هم في أغلب الأحيان فلاحين علموا أنفسهم ما يكفي من القانون وينخرطون في تعليم أقرانهم الفلاحين حقوقهم . من أشهر المحامين من هذا الفصيل الناشط الصيني تشن قوانغ تشنغ 